# Prager Orgelschule

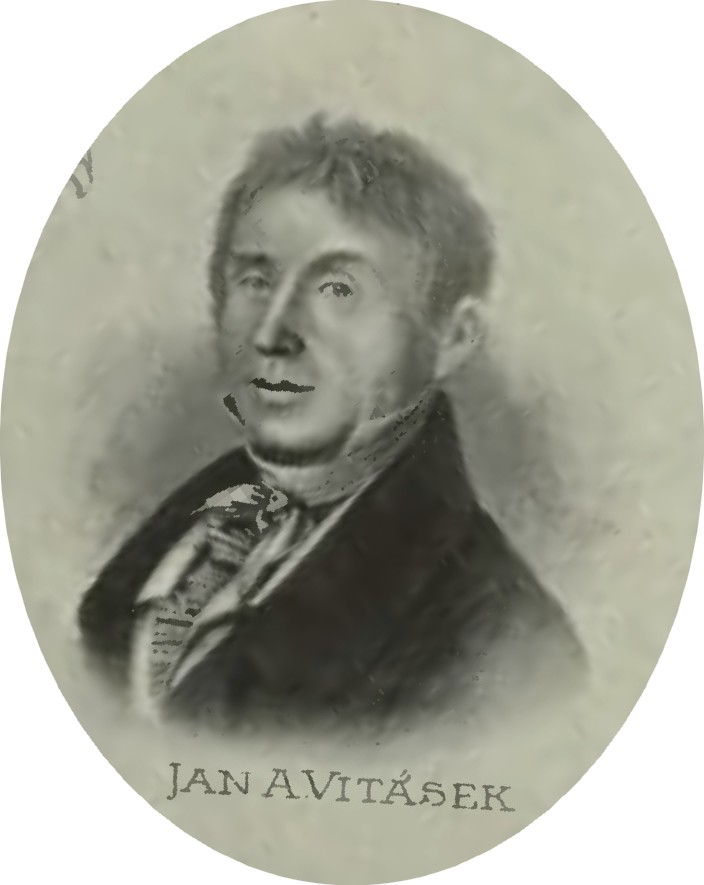
Jan August Vitásek, erster Schuldirektor und Gründungsmitglied des Trägervereins.

Die Prager Orgelschule (tschechisch: Varhanická škola v Praze) wurde 1830 in Prag als Schule für Kirchenmusiker gegründet. Im Jahr 1890 wurde sie in das Prager Konservatorium eingegliedert.

## Geschichte
Die Prager Orgelschule wurde durch den Verein der Kunstfreunde für Kirchenmusik in Böhmen (Jednota k zvelebení kostelní hudby v Čechách oder Spolek pro pěstování hudby církevní v Čechách) gegründet. Es war die erste Schule dieser Art in Österreich-Ungarn. Die zunächst einjährige Schule nannte sich anfangs Ústav pro hudbu chrámovou (Institut für Kirchenmusik) oder auch Ústav ku vzdělání varhaníků a ředitelů kůru (Institut für die Ausbildung von Organisten und Chorleitern). Im Jahr 1835 verlängerte man die Ausbildung auf zwei Jahre und im Jahr 1873 verlängerte František Zdeněk Skuherský in seiner Funktion als Schuldirektor die Ausbildung auf drei Jahre.
Der Trägerverein wollte mit dieser Orgelschule die Ausbildung der Kirchenmusiker in Böhmen besser organisieren und die Qualität der Kirchenmusik steigern. Während ihrer sechzigjährigen selbstständigen Tätigkeit entwickelte sich die Schule zu einer bedeutenden Bildungseinrichtung, die die ursprünglichen Ambitionen ihrer Gründer weit übertraf. Sie wurde wegen ihres hohen Niveaus geschätzt, ganze Generationen tschechischer Organisten und vor allem auch  Komponisten haben sie durchlaufen, darunter Persönlichkeiten wie Antonín Dvořák, Josef Bohuslav Foerster oder Leoš Janáček. Die Prager Orgelschule nahm Schüler auch aus anderen Ländern der Monarchie auf, ausnahmsweise auch aus dem Ausland. Sie war trotz der gleichzeitigen Existenz des Prager Konservatoriums (gegründet 1808) sehr gefragt, denn das Konservatorium zielte vor allem auf die Ausbildung von Orchestermusikern und unterrichtete weder Orgelspiel, noch Komposition, noch das Dirigieren oder pädagogische Fächer. Die Anzahl der Schüler stieg von anfangs zwanzig in den folgenden Jahren stark an, in den 1870er Jahren hatte die Schule in den drei Jahrgängen zusammen mehr als hundert Schüler. Die Unterrichtssprache war anfangs deutsch, später zunehmend tschechisch.
Die Unterrichtsfächer waren Orgelspiel, Harmonielehre, Kontrapunkt, Improvisation, Kirchengesang, Musikgeschichte, Dirigieren und Grundlagen der Komposition. Ab 1866 bot der Orgelbauer Karl Schiffner auch Vorlesungen über den Orgelbau an. Die Schule bot auch einen Ausbildungsgang für Musiklehrer an deutschen und tschechischen Schulen an, mit den Fächern Orgel, Harmonielehre und Gesang.
Im Jahr 1890 wurde die Prager Orgelschule in das Prager Konservatorium eingegliedert, alle Lehrer der Orgelschule wechselten ans Konservatorium. Der Unterricht am Konservatorium wurde reorganisiert und neue Fächer kamen hinzu – Klavier, Orgel, Komposition, Dirigieren, Partiturspiel, Instrumentation und Formenlehre. Erst ab diesem Zeitpunkt bot das Konservatorium eine komplette musikalische Ausbildung für Interpreten und für Komponisten an.

## Schuldirektoren
- Jan August Vitásek (1830–1839), Gründungsmitglied des Trägervereins
- Robert Führer (1839–40), der erste Lehrer der Orgelschule
- Friedrich Dionys Weber (1840–1842), zugleich Direktor am Konservatorium
- František Blažek (1842–1843)
- Carl Franz Pitsch (1843–1858)
- Josef Leopold Zvonař (1858)
- Josef Krejčí (1859–1865)
- František Zdeněk Skuherský (1866–1889), bis zur Vereinigung mit dem Konservatorium

## Bedeutende Schüler
- Eduard Nápravník (1839–1916)
- Karel Bendl (1838–1897)
- Antonín Dvořák (1841–1904)
- Leoš Janáček (1854–1928)
- Wendelin Knauschner (1866–1935)
- Josef Bohuslav Foerster (1859–1951)
- Ludvík Kuba (1863–1956)
- Bohuslav Jeremiáš (1859–1918)